# Chaetopsis mucronata
Chaetopsis mucronata är en tvåvingeart som beskrevs av Friedrich Georg Hendel 1909. Chaetopsis mucronata ingår i släktet Chaetopsis och familjen fläckflugor. Inga underarter finns listade i Catalogue of Life.